# Taça de Portugal 1988/89
Die Taça de Portugal 1988/89 war die 49. Austragung des portugiesischen Pokalwettbewerbs. Er wurde vom portugiesischen Fußballverband ausgetragen. Pokalsieger wurde der Belenenses Lissabon, der sich im Finale gegen Meister Benfica Lissabon durchsetzte. Belenenses qualifizierte sich mit dem Sieg für den Europapokal der Pokalsieger 1989/90.
Alle Begegnungen wurden in einem Spiel ausgetragen. Bei unentschiedenem Ausgang wurde zur Ermittlung des Siegers eine Verlängerung gespielt. Stand danach kein Sieger fest, wurde das Spiel wiederholt, eventuell mit Verlängerung und Elfmeterschießen.

## Teilnehmende Teams
| Primeira Divisão (20) | Segunda Divisão (53) | Segunda Divisão (53) | Segunda Divisão (53) |
| --- | --- | --- | --- |
| - Académico de Viseu FC - Belenenses Lissabon - Benfica Lissabon - SC Beira-Mar - Boavista Porto - Sporting Braga - GD Chaves - SC Espinho - CF Estrela Amadora - AD Fafe - SC Farense - Leixões SC - Marítimo Funchal - Nacional Funchal - FC Penafiel - Portimonense SC - FC Porto - Sporting Lissabon - Vitória Guimarães - Vitória Setúbal | - Académica de Coimbra - RD Águeda - FC Alverca - Amarante FC - Atlético CP - FC Barreirense - GD Bragança - Caldas SC - SC Covilhã - Desportivo Aves - O Elvas CAD - CF Esperança Lagos * - GD Estoril Praia - CD Estarreja - SC Estela Portalegre - CD Feirense - FC Felgueiras - SC Freamunde | - Gil Vicente FC - GD Joane - Juventude Évora - Louletano DC - Lusitano GC Évora - CD Lousanense - CD Luso - GD Mangualde - FC Marco - CF Marialvas - AC Marinhense - GD Mealhada - CD Montijo - Moreirense FC - SC Olhanense - Oliveira do Bairro SC - CD Olivais e Moscavide * - Clube Oriental de Lisboa | - FC Paços de Ferreira - USC Paredes - GD Peniche - CD Portalegrense - Rio Ave FC - SG Sacavenense * - SC Salgueiros - Santa Maria FC - Silves FC - FC Tirsense - CD Trofense - União Lamas - SC União Torreense - União Leiria - União Madeira - União Santiago do Cacém - Varzim SC - FC Vizela |
| Terceira Divisão (108) | | | |
| - SC Alba - AC Alcanenense - SR Almancilense - GD Atouguiense - ACR Alvorense - GC Alcobaça - Amora FC - Anadia FC - Lusitano Arraiolense - GD Argus - GD da Quimigal Barreiro - Associação Beneditense CD - CF Benfica - SCE Bombarralense - AC Cacém - SC Campomaiorense - SL Cartaxo - Benfica e Castelo Branco - AD Castelo de Vide - SC Celoricense - CD Cova da Piedade - CRP Delães - Ermesinde SC - AD Esposende - CD Fátima - SC Ferreirense - FC Famalicão | - SL Fanhões - ARCD Ferrel - CD Gouveia - AD Guarda - Imortal DC - FC Infesta - CRC 22 Junho/Amor - UD Lanheses - Leça FC - SC Leiria e Marrazes - FC Lixa - Aliados FC Lordelo - AD Lousada - SC Lusitânia - Lusitânia Lourosa - Lusitano VRSA - CA Macedo de Cavaleiros - FC Maia - SC Maria da Fonte - CA Mirandense - GD Mirandês - UR Mirense - Mortágua FC - Moura AC - Naval 1º de Maio - Neves FC - GD Nazarenos | - SL Olivais - CF Oliveira do Douro - FC Oliveira Hospital - UD Oliveirense - ARC Oliveirinha - AD Ovarense - Académico Paço - SC Paivense - Palmelense FC - Pedrouços AC - CA Pêro Pinheiro - GD Pescadores - Juventude Pessegueirense - AD Ponte da Barca - CD Portosantense - GD Prado - SC Praiense - CDR Quarteirense - SC Régua - GD Samora Correia - SC Dragões Sandinenses - CD Santa Clara - UD Santarém - AD São Romão - UD Seia - FC Seixal - Sertanense FC | - GD Sesimbra - GD Santacombadense - Sport União Sintrense - GD Torre Moncorvo - União de Almeirim - União Banheirense - União de Coimbra - União de Montemor - União de Tomar - GD Usseira - CA Valdevez - AD Valecambrense - SC Valenciano - AD Valonguense - UD Valonguense - GD Valpaços - Vasco da Gama AC - Estrela Vendas Novas - GD Vialonga - SC Vianense - Vieira SC - UD Vilafranquense - Vilanovense FC - SC Vila Pouca - SC Vila Real - Sport Viseu e Benfica - FC Vinhais |
| Distrikte (51) | | | |
| - ARCD Albergaria dos Doze - Águias Alpiarça - Alhandra SC - Amadores de Caminha - Âncora Praia FC - CF Armacenenses - CR Arronchense - Atlético Angústias - GD Bairro Latino - SC Barreiro - SC Bencatelense - Benfica Águia Sport - SC Borbense | - GD Baira-Mar - CD Beja - Atlético Cabeceirense - GD Calvão - CSD Câmara de Lobos - CD Cerveira - UD Castromarinense - GD Coruchense - Sport Covilhã e Benfica - Sporting Cuba - ATA Durienses - Esperança Atlético - AD Figueiró dos Vinhos | - GD Foz Côa - CUD Leverense - SC Lourinhanense - Lusitano FC Vildemoinhos - SL Marinha - CDR Moimenta da Beira - FC Monfortense - AD Manteigas - FC Mogadourense - Mondinense FC - Palmeiras FC (Braga) - SC Penalva Castelo - UD Pinhelenses | - Touring Praia Mira - ADC Proença-a-Nova - Atlético Riachense - GD Ribeira de Pena - ADC Sanguedo - SC Senhora da Hora - SC São João de Ver - CD Torres Novas - CF Trafaria * - CF Unidos - CF Valadares - ACR Vinhas |

## 1. Runde
Teilnehmer waren 208 Vereine ab der 2. Liga abwärts. Zusätzlich erhielten vier Vereine ein Freilos. Die Spiele fanden am 5. Oktober 1988 statt.
|                           | Ergebnis  |                          |
| ------------------------- | --------- | ------------------------ |
| SC Freamunde              | 7:1       | FC Mogadourense          |
| Gil Vicente FC            | 3:0       | USC Paredes              |
| FC Felgueiras             | 2:0       | SC Dragões Sandinenses   |
| FC Famalicão              | 8:0       | SC São João de Ver       |
| Ermesinde SC              | 3:0       | SC Vila Pouca            |
| UD Lanheses               | 2:3       | CUD Leverense            |
| Leça FC                   | 1:0       | Âncora Praia FC          |
| SC Maria da Fonte         | 2:1       | CF Oliveira do Douro     |
| AD Ovarense               | 4:2       | SC Celoricense           |
| FC Marco                  | 3:2       | GD Prado                 |
| AD Lousada                | 2:0       | GD Bragança              |
| FC Lixa                   | 2:1       | CRP Delães               |
| CD Cerveira               | 0:0 n. V. | SC Vianense              |
| Atlético Cabeceirense     | 0:1       | Lusitânia Lourosa        |
| UD Santarém               | 2:1       | CD Beja                  |
| União Santiago do Cacém   | 1:0       | Juventude Évora          |
| SC União Torreense        | 2:1       | Louletano DC             |
| SL Olivais                | 0:1       | Atlético Angústias       |
| SL Fanhões                | 2:0       | CDR Quarteirense         |
| GD Vialonga               | 0:2       | Lusitano VRSA            |
| UD Vilafranquense         | 2:0       | Amora FC                 |
| GD Bairro Latino          | 1:5       | CF Valadares             |
| Desportivo Aves           | 2:0       | AD Esposende             |
| Amadores de Caminha       | 0:0 n. V. | SC Salgueiros            |
| Aliados FC Lordelo        | 2:0       | GD Mirandês              |
| Palmeiras FC (Braga)      | 2:1       | Neves FC                 |
| Pedrouços AC              | 0:1       | Moreirense FC            |
| AD Valonguense            | 0:1       | Oliveira do Bairro SC    |
| SC Alba                   | 2:0       | SC Estela Portalegre     |
| FC Vizela                 | 2:1       | FC Infesta               |
| FC Vinhais                | 0:1       | GD Joane                 |
| Vilanovense FC            | 2:0       | Mondinense FC            |
| GC Alcobaça               | 1:0       | Touring Praia Mira       |
| Anadia FC                 | 2:0       | AD Manteigas             |
| Associação Beneditense CD | 4:1       | ADC Proença-a-Nova       |
| GD Atouguiense            | 3:2       | Esperança Atlético       |
| GD Argus                  | 4:3       | RD Águeda                |
| ARCD Albergaria dos Doze  | 2:0       | CD Estarreja             |
| Vieira SC                 | 0:0 n. V. | Varzim SC                |
| GD Valpaços               | 3:0       | ATA Durienses            |
| Rio Ave FC                | 7:0       | ACR Vinhas               |
| ADC Sanguedo              | 0:1       | CDR Moimenta da Beira    |
| GD Ribeira de Pena        | 0:1       | Amarante FC              |
| SC Régua                  | 0:0 n. V. | SC Vila Real             |
| AD Ponte da Barca         | 1:0       | FC Paços de Ferreira     |
| Santa Maria FC            | 2:0       | GD Torre Moncorvo        |
| SC Senhora da Hora        | 1:0       | GD Foz Côa               |
| SC Valenciano             | 1:0       | FC Maia                  |
| CA Valdevez               | 0:4       | UD Valonguense           |
| CD Trofense               | 1:2       | CA Macedo de Cavaleiros  |
| FC Tirsense               | 5:1       | SC Paivense              |
| Sport União Sintrense     | 1:0       | SL Cartaxo               |
| FC Seixal                 | 2:0       | União Madeira            |
| Juventude Pessegueirense  | 0:1       | CD Fátima                |
| Atlético Riachense        | 2:1       | GD Usseira               |
| UD Pinhelenses            | 1:0       | Águias Alpiarça          |
| GD Nazarenos              | 2:2 n. V. | CD Gouveia               |
| CF Marialvas              | 2:0       | Mortágua FC              |
| GD Santacombadense        | 1:0       | AC Alcanenense           |
| SL Marinha                | 1:0       | GD Calvão                |
| União Lamas               | 3:0       | SC Leiria e Marrazes     |
| CD Torres Novas           | 3:0       | CR Arronchense           |
| AD São Romão              | 2:1       | FC Oliveira Hospital     |
| SC Covilhã                | 2:1       | GD Mangualde             |
| ARC Oliveirinha           | 5:0       | Sport Viseu e Benfica    |
| Naval 1º de Maio          | 3:0       | GD Coruchense            |
| Sport Covilhã e Benfica   | 0:8       | UD Seia                  |
| CD Feirense               | 7:0       | SC Penalva Castelo       |
| AD Castelo de Vide        | 0:4       | CD Portalegrense         |
| Caldas SC                 | 5:1       | CD Lousanense            |
| SCE Bombarralense         | 1:0       | ARCD Ferrel              |
| AD Figueiró dos Vinhos    | 3:1       | Lusitano FC Vildemoinhos |
| SC Lourinhanense          | 3:1       | Académico Paço           |
| UR Mirense                | 3:0       | CRC 22 Junho/Amor        |
| GD Mealhada               | 1:1 n. V. | Académica de Coimbra     |
| AC Marinhense             | 1:0       | CA Mirandense            |
| CD Luso                   | 2:0       | Sertanense FC            |
| União Leiria              | 3:0       | UD Oliveirense           |
| União de Tomar            | 1:1 n. V. | GD Peniche               |
| O Elvas CAD               | 2:0       | GD da Quimigal Barreiro  |
| SC Olhanense              | 3:1       | CA Pêro Pinheiro         |
| FC Monfortense            | 0:5       | GD Sesimbra              |
| GD Estoril Praia          | 3:0       | AC Cacém                 |
| CD Cova da Piedade        | 1:0       | SC Borbense              |
| Clube Oriental de Lisboa  | 5:2       | SC Ferreirense           |
| CF Unidos                 | 1:0       | Sporting Cuba            |
| CD Santa Clara            | 2:1       | SC Lusitânia             |
| GD Samora Correia         | 0:1       | União de Almeirim        |
| CD Portosantense          | 2:0       | Imortal DC               |
| Palmelense FC             | 2:0       | Lusitano GC Évora        |
| UD Castromarinense        | 1:2       | SC Barreiro              |
| SC Campomaiorense         | 2:1       | Estrela Vendas Novas     |
| ACR Alvorense             | 1:0       | CD Montijo               |
| Lusitano Arraiolense      | 0:1       | Moura AC                 |
| SR Almancilense           | 1:0       | CF Benfica               |
| Alhandra SC               | 2:1       | União de Montemor        |
| AD Valecambrense          | 1:2       | União de Coimbra         |
| Atlético CP               | 5:0       | FC Alverca               |
| União Banheirense         | 1:4       | GD Pescadores            |
| CSD Câmara de Lobos       | 2:1       | CF Armacenenses          |
| SC Bencatelense           | 0:2       | Vasco da Gama AC         |
| Benfica Águia Sport       | 1:1 n. V. | GD Baira-Mar             |
| FC Barreirense            | 4:0       | SC Praiense              |
| Benfica e Castelo Branco  | 1:0       | AD Guarda                |

### Wiederholungsspiele
|                      | Ergebnis |                     |
| -------------------- | -------- | ------------------- |
| GD Peniche           | 2:0      | União de Tomar      |
| GD Baira-Mar         | 4:0      | Benfica Águia Sport |
| SC Vianense          | 3:1      | CD Cerveira         |
| CD Gouveia           | 2:1      | GD Nazarenos        |
| SC Vila Real         | 4:1      | SC Régua            |
| SC Salgueiros        | 3:2      | Amadores de Caminha |
| Varzim SC            | 3:1      | Vieira SC           |
| Académica de Coimbra | 2:0      | GD Mealhada         |

## 2. Runde
Qualifiziert waren die 104 Sieger der 1. Runde, die vier Teams mit Freilos in der 1. Runde, sowie die 20 Vereine der Primeira Divisão. Die Spiele fanden am 1. November 1988 statt.
|                           | Ergebnis  |                        |
| ------------------------- | --------- | ---------------------- |
| SC Farense                | 3:0       | Santa Maria FC         |
| GD Santacombadense        | 2:2 n. V. | SC Espinho             |
| CD Santa Clara            | 0:0 n. V. | Atlético CP            |
| Portimonense SC           | 7:0       | Aliados FC Lordelo     |
| GD Sesimbra               | 0:1       | União Lamas            |
| SL Marinha                | 0:1       | CD Feirense            |
| Sport União Sintrense     | 0:3       | Belenenses Lissabon    |
| SC Salgueiros             | 1:2       | GD Chaves              |
| CD Portalegrense          | 5:1       | ACR Alvorense          |
| Clube Oriental de Lisboa  | 6:0       | SC Barreiro            |
| ARC Oliveirinha           | 3:1       | SL Fanhões             |
| CF Marialvas              | 2:0       | SC Senhora da Hora     |
| AD Ovarense               | 0:0 n. V. | Naval 1º de Maio       |
| Palmelense FC             | 3:1       | CD Torres Novas        |
| Palmeiras FC (Braga)      | 2:3       | CD Luso                |
| SC Covilhã                | 2:0       | AD Fafe                |
| Sporting Lissabon         | 5:0       | SR Almancilense        |
| Vasco da Gama AC          | 1:0       | CF Valadares           |
| Varzim SC                 | 2:0       | Moreirense FC          |
| SC Vianense               | 0:1       | Académica de Coimbra   |
| Vilanovense FC            | 2:4       | SC Olhanense           |
| Vitória Setúbal           | 4:0       | SC Vila Real           |
| Vitória Guimarães         | 2:1       | SG Sacavenense         |
| GD Valpaços               | 1:3       | Rio Ave FC             |
| SC Valenciano             | 2:0       | SC Campomaiorense      |
| CF Trafaria               | 1:4       | Leixões SC             |
| AD São Romão              | 1:0       | FC Famalicão           |
| União de Almeirim         | 1:1 n. V. | Moura AC               |
| União Leiria              | 0:3       | SC Beira-Mar           |
| UD Valonguense            | 0:1       | AC Marinhense          |
| União Santiago do Cacém   | 2:0       | União de Coimbra       |
| Oliveira do Bairro SC     | 3:1       | CD Fátima              |
| CD Olivais e Moscavide    | 4:1       | SCE Bombarralense      |
| Benfica e Castelo Branco  | 1:0       | AD Ponte da Barca      |
| Associação Beneditense CD | 0:1       | CUD Leverense          |
| Benfica Lissabon          | 9:1       | CD Cova da Piedade     |
| CSD Câmara de Lobos       | 1:0       | CF Unidos              |
| Ermesinde SC              | 3:0       | Atlético Angústias     |
| GD Pescadores             | 1:0       | UD Seia                |
| GD Baira-Mar              | 1:0       | CD Portosantense       |
| FC Barreirense            | 7:0       | GD Atouguiense         |
| Alhandra SC               | 1:0       | AD Lousada             |
| GC Alcobaça               | 2:1       | SC Lourinhanense       |
| Amarante FC               | 1:2       | FC Vizela              |
| Anadia FC                 | 0:6       | Boavista Porto         |
| Desportivo Aves           | 1:2 n. V. | Académico de Viseu FC  |
| ARCD Albergaria dos Doze  | 2:3       | Atlético Riachense     |
| CF Esperança Lagos        | 2:0       | GD Estoril Praia       |
| CF Estrela Amadora        | 5:1       | Caldas SC              |
| FC Marco                  | 4:0       | UD Santarém            |
| CA Macedo de Cavaleiros   | 0:4       | Sporting Braga         |
| Marítimo Funchal          | 5:0       | GD Peniche             |
| UR Mirense                | 2:3       | FC Lixa                |
| Nacional Funchal          | 3:0       | FC Tirsense            |
| CDR Moimenta da Beira     | 1:1 n. V. | GD Argus               |
| Lusitano VRSA             | 2:0       | SC União Torreense     |
| Lusitânia Lourosa         | 0:1       | GD Joane               |
| FC Porto                  | 2:0       | UD Vilafranquense      |
| FC Penafiel               | 1:2       | O Elvas CAD            |
| FC Felgueiras             | 2:0       | SC Maria da Fonte      |
| SC Freamunde              | 3:0       | FC Seixal              |
| Leça FC                   | 3:0       | CD Gouveia             |
| Gil Vicente FC            | 5:0       | AD Figueiró dos Vinhos |
| SC Alba                   | 3:1       | UD Pinhelenses         |

### Wiederholungsspiele
|                  | Ergebnis              |                       |
| ---------------- | --------------------- | --------------------- |
| SC Espinho       | 7:0                   | GD Santacombadense    |
| Naval 1º de Maio | 2:2 n. V. (3:5 i. E.) | AD Ovarense           |
| Moura AC         | 1:0                   | União de Almeirim     |
| Atlético CP      | 3:0                   | CD Santa Clara        |
| GD Argus         | 2:0                   | CDR Moimenta da Beira |

## 3. Runde
Qualifiziert waren die 64 Sieger der 2. Runde. Die Spiele fanden am 14., 20. und 21. Dezember 1988 statt.
|                         | Ergebnis  |                          |
| ----------------------- | --------- | ------------------------ |
| Gil Vicente FC          | 0:0 n. V. | Portimonense SC          |
| CSD Câmara de Lobos     | 1:4       | SC Espinho               |
| Atlético Riachense      | 2:0       | Leça FC                  |
| SC Beira-Mar            | 3:0       | ARC Oliveirinha          |
| Palmelense FC           | 0:4       | Vitória Guimarães        |
| SC Olhanense            | 2:0       | Rio Ave FC               |
| O Elvas CAD             | 1:0       | SC Valenciano            |
| GD Chaves               | 3:1       | Lusitano VRSA            |
| CF Marialvas            | 0:1       | Académica de Coimbra     |
| Sporting Lissabon       | 11:00     | Alhandra SC              |
| Varzim SC               | 0:0 n. V. | Atlético CP              |
| FC Vizela               | 1:0       | SC Farense               |
| União Santiago do Cacém | 1:1 n. V. | Benfica e Castelo Branco |
| AD São Romão            | 2:1       | Moura AC                 |
| Marítimo Funchal        | 4:0       | Oliveira do Bairro SC    |
| Sporting Braga          | 5:0       | CD Olivais e Moscavide   |
| FC Marco                | 1:0       | AC Marinhense            |
| Belenenses Lissabon     | 7:2       | CD Portalegrense         |
| GD Pescadores           | 1:0       | Clube Oriental de Lisboa |
| GD Argus                | 0:4       | Boavista Porto           |
| GC Alcobaça             | 3:1       | GD Baira-Mar             |
| Académico de Viseu FC   | 3:2       | SC Freamunde             |
| SC Alba                 | 3:0       | FC Lixa                  |
| CF Esperança Lagos      | 0:1       | Nacional Funchal         |
| CF Estrela Amadora      | 1:0       | Leixões SC               |
| CUD Leverense           | 0:0 n. V. | SC Covilhã               |
| CD Luso                 | 2:0       | AD Ovarense              |
| GD Joane                | 1:0       | União Lamas              |
| FC Felgueiras           | 0:0 n. V. | Ermesinde SC             |
| FC Porto                | 7:0       | FC Barreirense           |
| CD Feirense             | 0:0 n. V. | Vasco da Gama AC         |
| Vitória Setúbal         | 2:3 n. V. | Benfica Lissabon         |

### Wiederholungsspiele
|                          | Ergebnis              |                         |
| ------------------------ | --------------------- | ----------------------- |
| Portimonense SC          | 2:2                   | Gil Vicente FC          |
| Vasco da Gama AC         | 1:1 n. V. (5:3 i. E.) | CD Feirense             |
| SC Covilhã               | 4:1                   | CUD Leverense           |
| Ermesinde SC             | 2:1                   | FC Felgueiras           |
| Benfica e Castelo Branco | 0:1                   | União Santiago do Cacém |
| Atlético CP              | 0:1                   | Varzim SC               |

## 4. Runde
Die Spiele fanden am 10., 11. und 24. Januar 1989 statt.
|                      | Ergebnis  |                         |
| -------------------- | --------- | ----------------------- |
| Académica de Coimbra | 0:1       | FC Porto                |
| GD Chaves            | 3:0       | Ermesinde SC            |
| SC Beira-Mar         | 1:0       | Portimonense SC         |
| SC Espinho           | 2:1       | Boavista Porto          |
| Vasco da Gama AC     | 2:1       | Vitória Guimarães       |
| FC Vizela            | 6:0       | União Santiago do Cacém |
| O Elvas CAD          | 2:0       | Varzim SC               |
| AD São Romão         | 0:3       | CF Estrela Amadora      |
| GD Joane             | 1:0       | SC Olhanense            |
| SC Alba              | 2:3       | CD Luso                 |
| GC Alcobaça          | 1:2       | FC Marco                |
| Belenenses Lissabon  | 3:0       | SC Covilhã              |
| GD Pescadores        | 1:1 n. V. | Marítimo Funchal        |
| Benfica Lissabon     | 14:10     | Atlético Riachense      |
| Sporting Braga       | 3:0       | Académico de Viseu FC   |
| Nacional Funchal     | 0:3       | Sporting Lissabon       |

### Wiederholungsspiel
|                  | Ergebnis  |               |
| ---------------- | --------- | ------------- |
| Marítimo Funchal | 2:1 n. V. | GD Pescadores |

## Achtelfinale
Die Spiele fanden am 12. und 22. Februar 1989 statt.
|                     | Ergebnis  |                    |
| ------------------- | --------- | ------------------ |
| Sporting Lissabon   | 6:0       | O Elvas CAD        |
| SC Espinho          | 1:0       | CF Estrela Amadora |
| Vasco da Gama AC    | 1:8       | FC Marco           |
| CD Luso             | 0:1       | Benfica Lissabon   |
| GD Joane            | 1:3       | GD Chaves          |
| Belenenses Lissabon | 1:0 n. V. | FC Porto           |
| FC Vizela           | 2:1       | SC Beira-Mar       |
| Sporting Braga      | 1:0       | Marítimo Funchal   |

## Viertelfinale
Die Spiele fanden am 8. März 1989 statt.
|                     | Ergebnis  |                |
| ------------------- | --------- | -------------- |
| Sporting Lissabon   | 4:1       | FC Vizela      |
| GD Chaves           | 3:3 n. V. | Sporting Braga |
| Benfica Lissabon    | 11:00     | FC Marco       |
| Belenenses Lissabon | 2:1       | SC Espinho     |

### Wiederholungsspiel
|                | Ergebnis |           |
| -------------- | -------- | --------- |
| Sporting Braga | 3:1      | GD Chaves |

## Halbfinale
Die Spiele fanden am 12. April 1989 statt.
|                     | Ergebnis |                   |
| ------------------- | -------- | ----------------- |
| Belenenses Lissabon | 3:1      | Sporting Lissabon |
| Benfica Lissabon    | 3:1      | Sporting Braga    |

## Finale
| Paarung             | Belenenses Lissabon – Benfica Lissabon |
| Ergebnis            | 2:1 (1:0) |
| Datum               | 28. Mai 1989 um 15:00 Uhr |
| Stadion             | Estádio Nacional, Oeiras |
| Schiedsrichter      | Alder Dante |
| Tore                | 1:0 Chico Faria (25.) 1:1 Vata (73.) 2:1 Juanico (81.) |
| Belenenses Lissabon | Jorge Martins – Luís Sobrinho, Jorge Baidek, Álvaro Teixeira (89. Carlos Ribeiro), Zé Mário, José António – Macaé, Adão, Juanico – Chiquinho Conde, Chico Faria (62. Manuel Saavedra) Cheftrainer: Marinho Peres ( Brasilien) |
| Benfica Lissabon    | Silvino Louro – António Veloso, Carlos Mozer, Ricardo Gomes, António Fonseca (46. Vata) – Valdo, Diamantino Miranda , Vítor Paneira – Abel Campos, Mats Magnusson, António Pacheco Cheftrainer: Toni                          |
| Gelbe Karten        | Macaé, Juanico – António Veloso |
| Platzverweise       | Zé Mário – Valdo |